# Kis napfénykolibri
A kis napfénykolibri (Heliangelus micraster) a madarak osztályának sarlósfecske-alakúak (Apodiformes) rendjébe és a kolibrifélék (Trochilidae) családjába tartozó faj.

## Rendszerezése
A fajt John Gould angol ornitológus írta le 1872-ben.

## Alfajai
- Heliangelus micraster cutervensis Simon, 1921
- Heliangelus micraster micraster Gould, 1872[2]

## Előfordulása
Az Andokban, Ecuador déli és Peru északnyugati részén honos. Természetes élőhelyei a szubtrópusi és trópusi hegyi esőerdő és legelők.

## Megjelenése
Testhossza 11 centiméter.

## Természetvédelmi helyzete
Az elterjedési területe kicsi, egyedszáma pedig ismeretlen, de még nem ad okot aggodalomra. A Természetvédelmi Világszövetség Vörös listáján nem veszélyeztetett fajként szerepel.